# Jürgen Sengera
Jürgen Sengera (* 13. Februar 1943 in Schwerte) ist ein deutscher Bankmanager und ehemaliger Handballspieler.

## Handball
Sengera war Torhüter beim TuS Wellinghofen. Im Jahre 1964 gewann er mit den Dortmundern die deutsche Meisterschaft im Feldhandball. Im Winter 1964/65 stand er bei zwei Hallen-Länderspielen der deutschen Nationalmannschaft gegen die Schweiz und gegen Norwegen im Tor.
Auf dem Feld und in der Halle spielte er für den TuS in der Bundesliga. In seinen 94 Spielen in der Hallen-Bundesliga erzielte er drei Treffer. Am 27. November 1966 erzielte er im Auswärtsspiel beim Hamburger SV das erste Tor eines Torwarts in der Hallen-Bundesliga. Im Jahre 1971 stand Sengera mit dem TuS Wellinghofen nach dem Gewinn der Bundesliga-Nordstaffel ein zweites Mal im Finale der deutschen Feldhandball-Meisterschaft, unterlag jedoch dem TSV Grün-Weiß Dankersen.
Am 28. Oktober 1972 in der Bundesliga-Saison 1972/73 gegen den THW Kiel gelingt ihm als einziger Torwart neben Gert Knop (10. Februar 1968) eine Halbzeit keine Gegentor zuzulassen.

## Bankkarriere
Sengera studierte Betriebswirtschaftslehre und Volkswirtschaftslehre und begann 1971 seine Berufslaufbahn bei der WestLB. Im Jahre 1977 wechselte er zur NORD/LB. 1984 wurde er zum Vorstand der WestLB berufen. Am 1. September 2001 wurde er als Nachfolger von Friedel Neuber Vorsitzender des Vorstands des Düsseldorfer Kreditinstituts. Unter seiner Vorstandschaft wurde 2002 das Geschäft der Landesbank in eine Geschäftsbank und die Förderbank NRW.BANK aufgeteilt. Ebenso verkaufte er die Westdeutsche Landesbausparkasse an die Sparkassen für rund vier Milliarden DM, um mit dem Kapital das Investmentbanking aufzubauen.
Nachdem in der Londoner Tochtergesellschaft der Bank hohe Verluste aufgetreten waren und eine anschließende Sonderprüfung der Bundesanstalt für Finanzdienstleistungsaufsicht der Bank mangelnde Risikokontrolle attestiert hatte, trat Sengera im Juni 2003 von seinem Posten zurück.

## Strafverfahren
Im Juni 2007 wurde gegen Sengera als ehemaliges Vorstandsmitglied der WestLB Anklage wegen des Verdachts der schweren Untreue erhoben. Im anschließenden Verfahren ging es um den Vorwurf der Untreue bei einer riskanten Kreditvergabe in Höhe von 1,3 Milliarden DM an den britischen Fernsehverleiher Boxclever im Jahr 1999.
Nachdem das Landgericht Düsseldorf Sengera 2008 wegen fehlenden Vorsatzes freigesprochen hatte, hob der Bundesgerichtshof (BGH) am 13. August 2009 den Freispruch auf und verwies das Verfahren zurück an das Landgericht. Im Hinblick darauf, dass es um ein einmaliges Fehlverhalten ohne eigene Bereicherung ging und die Tat inzwischen lange Jahre zurücklag, stellte das Landgericht Düsseldorf das Verfahren am 18. Februar 2013 gegen Zahlung von 100.000 Euro an gemeinnützige Einrichtungen ein. Sengera, der der Einstellung ebenso wie die Staatsanwaltschaft zustimmte, ist damit nicht vorbestraft.